# Biblioteka teologii anglokatolickiej
Biblioteka teologii anglokatolickiej (ang. Library of Anglo-Catholic Theology, skrót LACT) – seria książek wydanych w XIX wieku przez Johna Henry'ego Parkera. Parker wydał dzieła najwybitniejszych teologów anglokatolickich Kościoła anglikańskiego. Przedrukował wielu autorów z XVII wieku, przedstawicieli ruchu Caroline Divine. Praca nad tą serią była związana (od 1841) z ruchem oksfordzkim, który rozpoczął się w roku 1833. Niektórzy współpracownicy, jak William John Copeland  i Charles Crawley byli silnie związani z ruchem, jednak zainteresowania wydawców wcześnie rozeszły się z ruchem oksfordzkim. W ciągu kilkunastu lat wydano 95 tomów autorstwa 20 pisarzy, chociaż celem było wydanie 53 autorów.

## Lista autorów
| Autor                                 | Tomy        | Edytor                      |
| ------------------------------------- | ----------- | --------------------------- |
| Lancelot Andrewes (1555 – 1626)       | 11 tomów    | J. P. Wilson i James Bliss  |
| William Beveridge (1637 – 1708)       | 12 tomów    | James Bliss                 |
| John Bramhall (1594 – 1663)           | 5 tomów     | Arthur West Haddan          |
| George Bull (1634 – 1710)             | 7 tomów     |                             |
| John Cosin (1594-1672)                | 5 tomów     |                             |
| Richard Crakanthorpe (1567–1624)      | 1 tom       | Christopher Wordsworth      |
| William Forbes (1585 – 1634)          | 2 tomy      |                             |
| Mark Frank (1613–1664)                | 2 tomy      |                             |
| Peter Gunning (1614 – 1684)           | 1 tom       | Charles Page Eden           |
| Henry Hammond (1605 – 1660)           | 4 tomy      | Nicholas Pocock             |
| George Hickes (1642 – 1715)           | 3 tomy      |                             |
| John Johnson of Cranbrook (1662–1725) | 7 tomów     | John Baron                  |
| William Laud (1573 – 1645)            | 8 tomów     | William Scott i James Bliss |
| Hamon L'Estrange (1605 – 1660)        | 1 tom       |                             |
| Nathaniel Marshall (zm. 1730)         | 1 tom       |                             |
| William Nicholson (1591 – 1672)       | 1 tom       |                             |
| John Overall (1559–1619)              | 1 tom       |                             |
| John Pearson (1613 – 1686)            | 2 tomy      | Edward Churton              |
| Herbert Thorndike (1598 – 1672)       | 9 tomów + 1 | Arthur West Haddan          |
| Thomas Wilson (1663 – 1755)           | 8 tomów     | John Keble                  |

## Komitet redakcyjny
Członkowie komitetu redakcyjnego przez cały okres prac
- R. S. Barton,
- Edward Churton,
- William Gresley,
- Walter Farquhar Hook,
- Richard William Jelf,
- John Keble,
- William Hodge Mill,
- George Moberly,
- John Henry Newman,
- William Palmer,
- Edward Bouverie Pusey,

Członkowie komitetu pracujący w różnych latach:
- William John Copeland (1844-1845),
- John Goulter Dowling (1840-1841),
- Samuel Roffey Maitland (1840),
- Henry Edward Manning (1845),
- Henry Handley Norris (1840-1843),
- Arthur Philip Perceval (1840-1844),
- Robert Isaac Wilberforce (1845),
- Christopher Wordsworth (1845),